# Tomeza
Tomeza ou San Pedro de Tomeza est une paroisse civile située au sud-ouest de la commune de Pontevedra en Espagne. Selon le recensement municipal de 2020, elle comptait 964 habitants. Elle compte onze entités de population.

## Localisation
Elle borde les paroisses civiles pontevedriennes de Salcedo, Marcón, Mourente et A Canicouva. La paroisse est traversée par la route portugaise du Camino de Santiago, parallèle à la rivière Gafos.
Les lieux dits appartenant à Tomeza sont: O Alcouce, A Carballa, O Casal do Río, Lusquiños, O Marco, O Pobo, O Pombal, Pumariño, San Pedro et A Valadiña.

## Patrimoine
La chapelle San Cibrán (Saint-Cyprien) est située sur la colline du même nom. Le lundi de Pâques, un pèlerinage est célébré en l'honneur du saint. Selon la tradition, pour conjurer la sorcellerie, il faut faire le tour de la chapelle sept fois en jetant sept pierres sur son toit. Dans le temple, il y a une image de la Vierge Pèlerine.

## Fêtes et traditions
Les fêtes paroissiales de San Pedro sont célébrées les 28 et 29 juin au lieu-dit de Lusquiños.
Le premier dimanche d'août a lieu la Fête do Canteiro (la fête du tailleur de pierre), qui rend hommage chaque année au travail d'un sculpteur sur pierre. Entre autres, l'un des lauréats a été Sebastián Casalderrey, auteur de l'image de la Vierge du Pèlerin de l'Auberge des Pèlerins de la Junte de Galice à Pontevedra et des sculptures de la fontaine de la Glorieta de Compostela, au centre-ville de Pontevedra.

## Galerie d'images

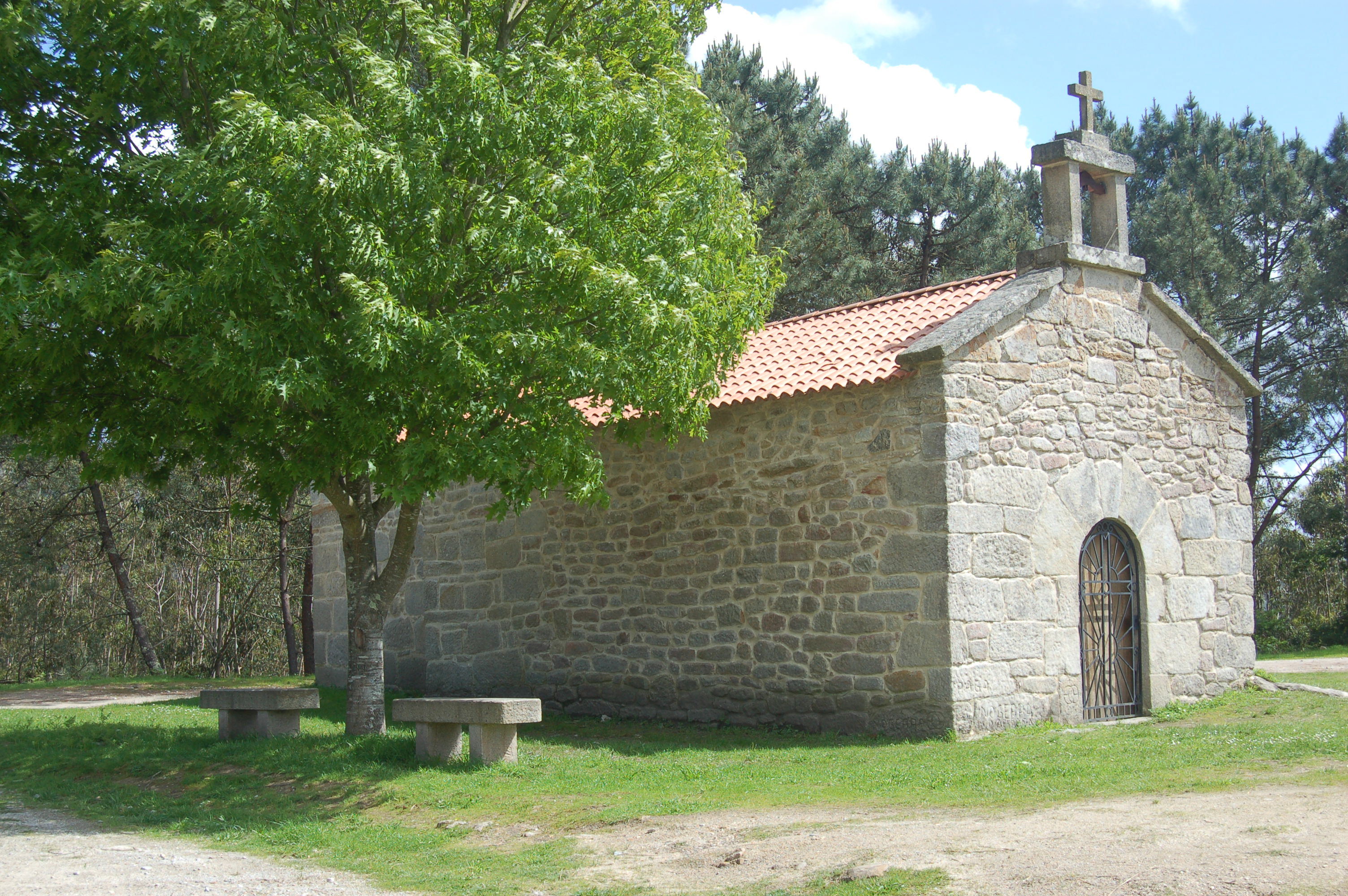
Chapelle Saint-Cyprien.
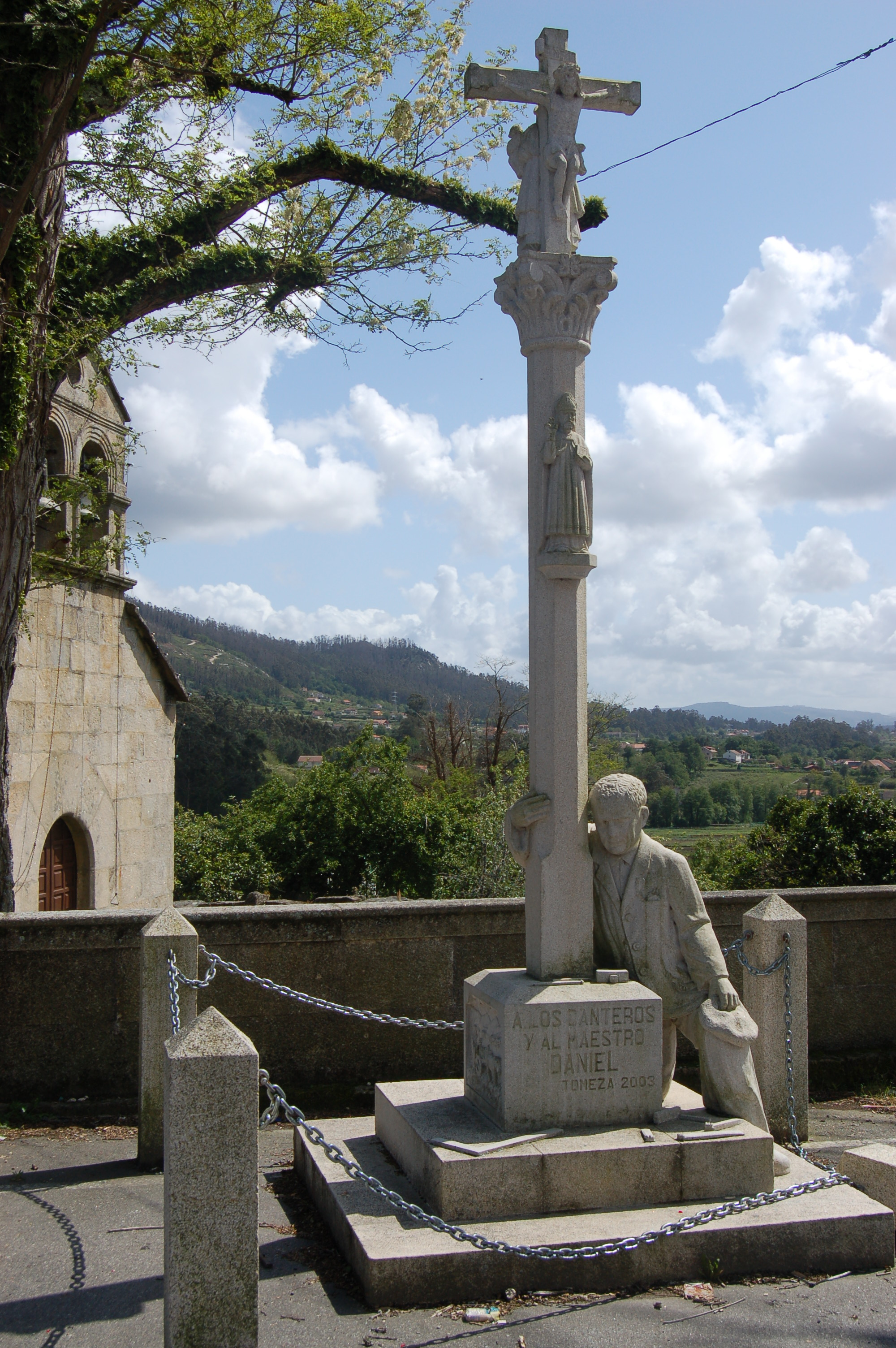
Monument aux tailleurs de pierre.
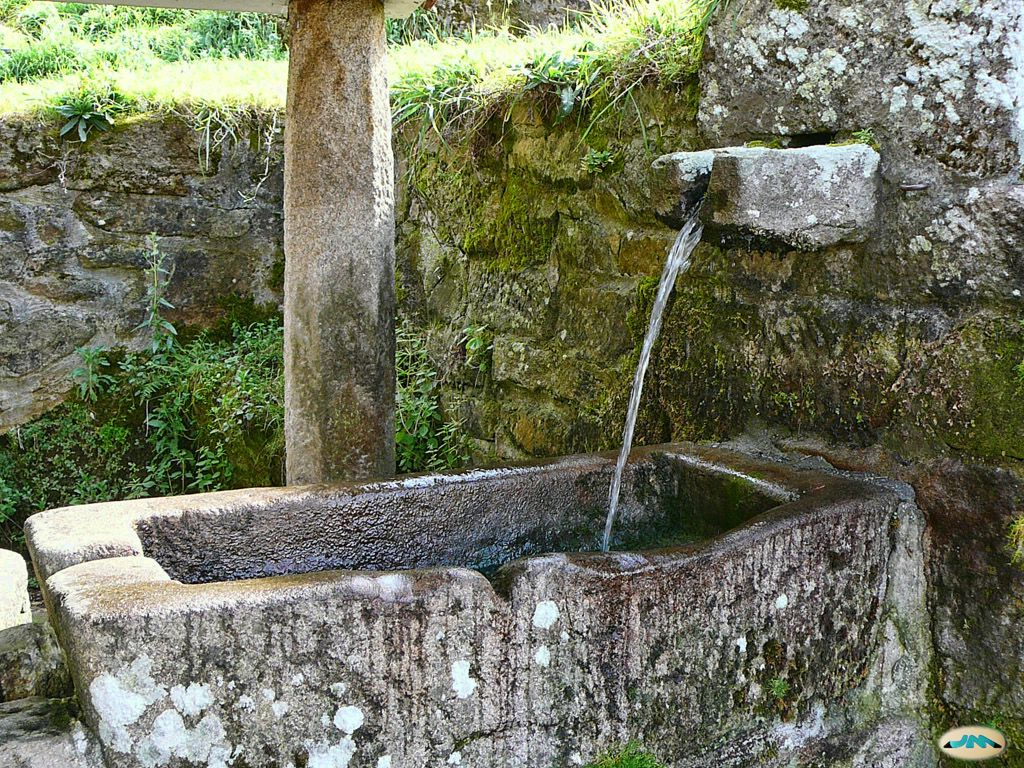
Lavoir galicien typique.